# Mimosa rubicaulis
Mimosa rubicaulis är en ärtväxtart som beskrevs av Jean-Baptiste de Lamarck. Mimosa rubicaulis ingår i släktet mimosor, och familjen ärtväxter. Inga underarter finns listade i Catalogue of Life.